# Tadeusz Zajdel
Tadeusz Zajdel, född 6 januari 1906, död 9 april 1972, var en polsk vinteridrottare. Han deltog i uppvisningsgrenen militärpatrull i Sankt Moritz 1928 och ingick i laget som kom på sjunde plats.